# Abraeus brunneus
Abraeus brunneus är en skalbaggsart som beskrevs av Thomas Broun 1881. Abraeus brunneus ingår i släktet Abraeus och familjen stumpbaggar. Inga underarter finns listade i Catalogue of Life.